# ビル・アイビー
ビル・アイビー（William "Bill" David Ivy, 1942年8月27日 - 1969年7月12日）はイギリスのオートバイレーサー。イングランドのケント州メイドストーン出身。1967年のロードレース世界選手権125ccクラスチャンピオンである。

## 経歴
アイビーのレースキャリアは1959年、地元にあったブランズ・ハッチから始まった。グランプリへの初参戦は1965年、125ccと250ccのレースにスポット参戦し、それぞれ4位と3位という好成績を収めた。そして1966年、ヤマハのワークス・チームから125ccクラスにフル参戦を開始したアイビーは開幕戦のスペインGPでいきなり初優勝を遂げ、この年は更に三つの勝利を重ねるという好調ぶりであった。しかし、スイス人ライダーのルイジ・タベリはシーズン5勝を挙げるというアイビーの上を行く好調ぶりで、アイビーはわずか6ポイント差でタイトルに届かずランキング2位となった。
そして翌1967年、全12戦中8勝を挙げて完全に125ccクラスを支配したアイビーは、2位のフィル・リードに16ポイントの差をつけてタイトルを獲得した。アイビーはこの年、250ccクラスでもフランスとベルギーで優勝している。
1968年の125ccクラスと250ccクラスは、アイビーとチームメイトのリードが完全にチャンピオンシップをコントロールしていた。ヤマハ・ファクトリーは両クラスのタイトルをより確実なものとするため、リードには125ccクラスタイトルを、アイビーには250ccクラスタイトルを獲らせるよう戦略を立てていた。ところがリードは125ccクラスのタイトルを決めた後、ヤマハのチームオーダーを無視して250ccクラスでもアイビーと同ポイントで並んでしまう。結局チャンピオンはレースの総合タイムによって決定するという判定が下され、その結果タイトルはリードのものとなった。この展開に憤慨したアイビーは、ロードレースから引退して翌年からは4輪のフォーミュラ2に転向することを発表した。
1969年、1度は2輪からの引退を発表したアイビーであったが、早々にチェコスロバキアのメーカーであるヤワの誘いによって、今度は350ccクラスのライダーとしてグランプリに戻ってきた。シーズンが始まるとアイビーは2レースでジャコモ・アゴスチーニに次ぐ2位に入るなど、相変わらずの速さを見せた。ところが第5戦東ドイツGPの予選中、パドックに戻るためにヘルメットを脱いでタンクの上に置き、流して走っていたアイビーのマシンのエンジンが突然焼きつきを起こしてしまう。マシンから投げ出されたアイビーは頭部に深刻なダメージを負い、病院で息を引き取った。
アイビーの訃報を聞いたフィル・リードは、前年のアイビーとの確執について関係修復の機会が失われてしまったことを「タイトルは獲ったが友人を失った」と語った。

## ロードレース世界選手権での戦績
- 凡例
- ボールド体のレースはポールポジション、イタリック体のレースはファステストラップを記録。

| 年   | クラス | マシン | 1       | 2       | 3     | 4     | 5       | 6     | 7       | 8     | 9     | 10    | 11    | 12    | 13    | ポイント | 順位 | 勝利数 |
| ---- | ------ | ------ | ------- | ------- | ----- | ----- | ------- | ----- | ------- | ----- | ----- | ----- | ----- | ----- | ----- | -------- | ---- | ------ |
| 1965 | 125cc  | ヤマハ | USA -   | GER -   | SPA - | FRA - | IMN -   | NED 4 |         | DDR - | CZE - | ULS - | FIN - | ITA - | JPN 4 | 6        | 13位 | 0      |
| 1965 | 250cc  | ヤマハ | USA -   | GER -   | SPA - | FRA - | IMN -   | NED - | BEL -   | DDR - | CZE - | ULS - | FIN - | ITA - | JPN 3 | 4        | 16位 | 0      |
| 1966 | 125cc  | ヤマハ | SPA 1   | GER -   |       | NED 1 |         | DDR 3 | CZE 3   | FIN - | ULS - | IMN 1 | ITA 3 | JPN 1 |       | 40 (44)  | 2位  | 4      |
| 1966 | 250cc  | ヤマハ | SPA -   | GER 3   | FRA - | NED - | BEL 6   | DDR - | CZE -   | FIN - | ULS - | IMN - | ITA - | JPN - |       | 5        | 12位 | 0      |
| 1966 | 350cc  | ヤマハ |         | GER -   | FRA - | NED - |         | DDR - | CZE -   | FIN - | ULS - | IMN - | ITA - | JPN 2 |       | 6        | 11位 | 0      |
| 1967 | 125cc  | ヤマハ | SPA 1   | GER Ret | FRA 1 | IMN - | NED 2   | BEL - | DDR 1   | CZE 1 | FIN 2 | ULS 1 | ITA 1 | CAN 1 | JPN 1 | 56 (76)  | 1位  | 8      |
| 1967 | 250cc  | ヤマハ | SPA -   | GER Ret | FRA 1 | IMN - | NED 2   | BEL 1 | DDR 2   | CZE 2 | FIN 2 | ULS 3 | ITA 2 | CAN - | JPN 6 | 46 (51)  | 3位  | 2      |
| 1968 | 125cc  | ヤマハ | GER Ret | SPA Ret | IMN 2 | NED - |         | DDR 2 | CZE Ret | FIN 2 | ULS 1 | ITA 1 |       |       |       | 34       | 2位  | 2      |
| 1968 | 250cc  | ヤマハ | GER 1   | SPA -   | IMN 1 | NED 1 | BEL Ret | DDR 1 | CZE 2   | FIN - | ULS 1 | ITA 2 |       |       |       | 46 (52)  | 2位  | 5      |
| 1969 | 350cc  | ヤワ   | SPA -   | GER 2   | IMN - | NED 2 | DDR -   | CZE - | FIN -   | ULS - | ITA - | YUG - |       |       |       | 24       | 10位 | 0      |